# Зелёные береты (Босния и Герцеговина)
Зелёные береты (босн. и хорв. Zelene beretke) — элитное военное подразделение Республики Боснии и Герцеговины, участвовавшее в Боснийской войне. Основу подразделения составляло мусульманское население Боснии и Герцеговины.

## История
Идея о создании организации обороны мусульманских народов появилась в середине марта 1991 года, автором идеи был Алия Изетбегович. Об этом он сообщил на съезде политических деятелей Боснии и Герцеговины в Сараево. Там же 10 июня 1991 в Доме милиции было подписано распоряжение о создании военного подразделения, которое сначала получило название «Босна». По этому случаю Изетбегович сформировал Совет национальной обороны мусульманского населения, в который входило семь человек. Так началась организованная работа по подготовке и организации гражданской обороны от надвигающейся агрессии.
На одном из совещаний руководитель организации «Босна» Эмин Швракич успел сообщить, что в Сараево в ряды военного подразделения удалось принять 465 человек, которые должны были снять осаду с города. Это стало большой неожиданностью как для военных и политических деятелей Боснии и Герцеговины, так и для осаждённых. Подобная новость вдохновила боснийцев, и они стали массово создавать аналогичные отряды для обороны городов, защиты гражданского населения от агрессии и диверсии в тылу врага. Позднее подразделение переименовали в «Зелёные береты».
Деятельность Совета по национальной обороне мусульманского народа непосредственно перед самой войной осуществлялась как в государственных новообразованных структурах, так и в неправительственных организациях (в основном в регионах и муниципалитетах, где боснийцы были национальным большинством). Она пространственно охватывала всю территорию Боснии и Герцеговины. Деятельность военного подразделения положительно сказалась на ходе войны в Боснии, поскольку туда вступали многочисленные добровольцы из Боснии и профессиональные военные. В октябре 1991 года «Зелёные береты» впервые столкнулись с основными частями Югославской народной армии, оттянув часть сил на себя и де-факто оказав помощь войскам Словении и Хорватии. В конце 1992 года «Зелёные береты» были расформированы, а их военнослужащие получили воинские звания в новообразованной армии Боснии и Герцеговины.
«Зелёные береты», несмотря на своё предназначение в обороне гражданского населения, обвиняются сербской стороной в крупном военном преступлении: в ночь со 2 на 3 мая 1992 части «Зелёных беретов» расстреляли в упор колонну войск ЮНА, эвакуировавшую сербское население города. Жертвами стрельбы стали от 6 до 42 человек, 71 человек получил ранение, ещё 219 попали в плен. Боснийцы отказываются выдавать сербам виновников инцидента.